# Campeonato Europeo de Baloncesto Femenino Sub-18
El Campeonato de Europa sub-18 femenino de la FIBA, es una competición anual de baloncesto, de selecciones nacionales femeninas de categoría sub-18 de Europa. Está organizada por FIBA Europa y se disputa desde el año 1965. Hasta 2004 se celebraba cada dos años, a partir de 2005 pasó a celebrarse anualmente.

## Equipos participantes
En esta competición participa un total de 16 selecciones, compuesto por las 13 que mantuvieron la plaza en la anterior edición, y las 3 ascendidas de la división B del campeonato. Para la edición de 2026, las selecciones participantes serán:
- Alemania
- Bélgica
- Croacia
- Eslovenia
- España
- Finlandia
- Francia
- Hungría
- Italia
- Letonia
- Montenegro
- Polonia
- República Checa
- Serbia
- Suecia
- Turquía

## Ediciones
| Año  | Sede                                                                    | Partido por la medalla de oro         | Partido por la medalla de oro         | Partido por la medalla de oro         | Partido por la medalla de bronce      | Partido por la medalla de bronce      | Partido por la medalla de bronce      |
| Año  | Sede                                                                    |                                       | Resultado                             |                                       |                                       | Resultado                             | 4.ª plaza                             |
| ---- | ----------------------------------------------------------------------- | ------------------------------------- | ------------------------------------- | ------------------------------------- | ------------------------------------- | ------------------------------------- | ------------------------------------- |
| 1965 | Bulgaria (Kyustendil / Lom / Botevgrad / Sofia)                         | Unión Soviética                       | Liga                                  | Yugoslavia                            | Checoslovaquia                        | Liga                                  | Polonia                               |
| 1967 | Italia (Nuoro / Sassari / Cagliari)                                     | Unión Soviética                       | Liga                                  | Checoslovaquia                        | Yugoslavia                            | Liga                                  | Bulgaria                              |
| 1969 | Alemania (Colonia / Lünen / Essen / Hohenlimburg / Hagen)               | Unión Soviética                       | Liga                                  | Bulgaria                              | Yugoslavia                            | Liga                                  | Polonia                               |
| 1971 | Yugoslavia (Bačka Topola / Subotica)                                    | Unión Soviética                       | 76 - 52                               | Checoslovaquia                        | Bulgaria                              | 62 - 52                               | Italia                                |
| 1973 | Italia (San Remo / Loano)                                               | Unión Soviética                       | 68 - 47                               | Yugoslavia                            | Italia                                | 50 - 48                               | Bulgaria                              |
| 1975 | España (Vigo)                                                           | Checoslovaquia                        | 53 - 48                               | Polonia                               | Unión Soviética                       | 80 - 57                               | Bulgaria                              |
| 1977 | Bulgaria (Haskovo / Dimitrovgrad)                                       | Unión Soviética                       | 96 - 53                               | Polonia                               | Checoslovaquia                        | 61 - 50                               | Yugoslavia                            |
| 1979 | Italia (Capo d'Orlando / Piazza Armerina / Catania / Palermo / Messina) | Unión Soviética                       | Liga                                  | Hungría                               | Checoslovaquia                        | Liga                                  | Yugoslavia                            |
| 1981 | Hungría (Eger / Kecskemét)                                              | Unión Soviética                       | 74 - 61                               | Francia                               | Bulgaria                              | 90 - 59                               | Hungría                               |
| 1983 | Italia (Pescara / Vasto)                                                | Checoslovaquia                        | 90 - 80                               | Unión Soviética                       | Italia                                | 66 - 46                               | Yugoslavia                            |
| 1984 | España (Toledo)                                                         | Yugoslavia                            | 67 - 61                               | Unión Soviética                       | Checoslovaquia                        | 68 - 61                               | España                                |
| 1986 | Italia (Perugia / Gualdo Tadino)                                        | Unión Soviética                       | 71 - 70                               | Checoslovaquia                        | Italia                                | 62 - 56                               | Polonia                               |
| 1988 | Bulgaria (Veliko Tarnovo)                                               | Unión Soviética                       | 73 - 56                               | Checoslovaquia                        | Yugoslavia                            | 82 - 58                               | Bulgaria                              |
| 1990 | España (Alcalá de Henares)                                              | Unión Soviética                       | 79 - 76                               | España                                | Rumania                               | 67 - 65                               | Checoslovaquia                        |
| 1992 | Grecia (Kalamata / Trípoli / Patras)                                    | CIS                                   | 86 - 60                               | Bulgaria                              | Polonia                               | 67 - 62                               | Francia                               |
| 1994 | Bulgaria (Veliko Tarnovo)                                               | Italia                                | 74 - 68                               | España                                | Hungría                               | 63 - 56                               | Rusia                                 |
| 1996 | Eslovaquia (Žilina)                                                     | Rusia                                 | 69 - 59                               | Eslovaquia                            | República Checa                       | 66 - 50                               | España                                |
| 1998 | Turquía (Bursa / Kütahya / Eskişehir)                                   | España                                | 78 - 52                               | Eslovaquia                            | Rusia                                 | 79 - 72                               | República Checa                       |
| 2000 | Polonia (Władysławowo)                                                  | Rusia                                 | 64 - 51                               | República Checa                       | Polonia                               | 75 - 44                               | Lituania                              |
| 2002 | Eslovenia (Škofja Loka)                                                 | Rusia                                 | 60 - 56                               | Francia                               | República Checa                       | 83 - 56                               | Eslovaquia                            |
| 2004 | Eslovaquia (Bratislava)                                                 | Rusia                                 | 77 - 59                               | España                                | Hungría                               | 73 - 63                               | Serbia                                |
| 2005 | Hungría (Budapest)                                                      | Serbia                                | 66 - 52                               | España                                | Francia                               | 77 - 66                               | República Checa                       |
| 2006 | España (Tenerife)                                                       | España                                | 78 - 74                               | Serbia                                | Suecia                                | 62 - 57                               | República Checa                       |
| 2007 | Serbia (Novi Sad)                                                       | Serbia                                | 72 - 48                               | España                                | Rusia                                 | 71 - 65                               | Polonia                               |
| 2008 | Eslovaquia (Nitra)                                                      | Lituania                              | 63 - 57                               | Rusia                                 | República Checa                       | 70 - 61                               | Francia                               |
| 2009 | Suecia (Södertälje)                                                     | España                                | 64 - 54                               | Francia                               | Suecia                                | 67 - 54                               | República Checa                       |
| 2010 | Eslovaquia (Poprad)                                                     | Italia                                | 66 - 61                               | España                                | Francia                               | 63 - 44                               | Eslovenia                             |
| 2011 | Rumania (Oradea)                                                        | Bélgica                               | 77 - 49                               | Francia                               | España                                | 85 - 69                               | Suecia                                |
| 2012 | Rumania (Bucarest)                                                      | Francia                               | 65 - 61                               | Rusia                                 | Serbia                                | 59 - 46                               | Países Bajos                          |
| 2013 | Croacia (Vukovar / Vinkovci)                                            | España                                | 60 - 46                               | Francia                               | Serbia                                | 57 - 56                               | Países Bajos                          |
| 2014 | Portugal (Matosinhos)                                                   | Rusia                                 | 57 - 53                               | Francia                               | España                                | 74 - 69                               | Serbia                                |
| 2015 | Eslovenia (Celje)                                                       | España                                | 76 - 60                               | Francia                               | Rusia                                 | 71 - 52                               | Italia                                |
| 2016 | Hungría (Sopron)                                                        | Francia                               | 74 - 44                               | España                                | Rusia                                 | 65 - 58                               | Letonia                               |
| 2017 | Hungría (Sopron)                                                        | Bélgica                               | 55 - 53                               | Serbia                                | Francia                               | 55 - 48                               | República Checa                       |
| 2018 | Italia (Udine)                                                          | Alemania                              | 67 - 54                               | España                                | Hungría                               | 58 - 56                               | Letonia                               |
| 2019 | Bosnia y Herzegovina (Sarajevo)                                         | Italia                                | 77 - 45                               | Hungría                               | Francia                               | 58 - 56                               | Rusia                                 |
| 2020 | ?                                                                       | Cancelado por la pandemia de COVID-19 | Cancelado por la pandemia de COVID-19 | Cancelado por la pandemia de COVID-19 | Cancelado por la pandemia de COVID-19 | Cancelado por la pandemia de COVID-19 | Cancelado por la pandemia de COVID-19 |
| 2021 | ?                                                                       | Cancelado por la pandemia de COVID-19 | Cancelado por la pandemia de COVID-19 | Cancelado por la pandemia de COVID-19 | Cancelado por la pandemia de COVID-19 | Cancelado por la pandemia de COVID-19 | Cancelado por la pandemia de COVID-19 |
| 2022 | Grecia (Heraclión)                                                      | Lituania                              | 78 - 75                               | España                                | Francia                               | 75 - 46                               | Alemania                              |
| 2023 | Turquía (Konya)                                                         | Eslovenia                             | 63 - 61                               | Francia                               | España                                | 80 - 52                               | Serbia                                |
| 2024 | Portugal (Matosinhos)                                                   | Francia                               | 80 - 70                               | España                                | Serbia                                | 72 - 56                               | Israel                                |
| 2025 | España (La Palma)                                                       | España                                | 81 – 72                               | Finlandia                             | Francia                               | 72 – 47                               | Bélgica                               |

## Medallero
- Actualizado hasta La Palma 2025

| Núm. | País             | Oro | Plata | Bronce | Total |
| ---- | ---------------- | --- | ----- | ------ | ----- |
| 1    | Unión Soviética† | 11  | 2     | 1      | 14    |
| 2    | España           | 6   | 10    | 3      | 19    |
| 3    | Rusia            | 5   | 2     | 4      | 11    |
| 4    | Francia          | 3   | 8     | 6      | 17    |
| 5    | Italia           | 3   | 0     | 3      | 6     |
| 6    | Checoslovaquia†  | 2   | 4     | 4      | 10    |
| 7    | Serbia           | 2   | 2     | 3      | 7     |
| 8    | Bélgica          | 2   | 0     | 0      | 2     |
| 9    | Lituania         | 2   | 0     | 0      | 2     |
| 10   | Yugoslavia†      | 1   | 2     | 3      | 6     |
| 11   | CIS†             | 1   | 0     | 0      | 1     |
| 12   | Alemania         | 1   | 0     | 0      | 1     |
| 13   | Eslovenia        | 1   | 0     | 0      | 1     |
| 14   | Hungría          | 0   | 2     | 3      | 5     |
| 15   | Bulgaria         | 0   | 2     | 2      | 4     |
| 16   | Polonia          | 0   | 2     | 2      | 4     |
| 17   | Eslovaquia       | 0   | 2     | 0      | 2     |
| 18   | República Checa  | 0   | 1     | 3      | 4     |
| 19   | Finlandia        | 0   | 1     | 0      | 1     |
| 20   | Suecia           | 0   | 0     | 2      | 2     |
| 21   | Rumania          | 0   | 0     | 1      | 1     |

## Participaciones
| Equipo                | 1965                | 1967                | 1969                | 1971                | 1973                | 1975                | 1977                | 1979                | 1981                | 1983                | 1984                | 1986                | 1988                | 1990                | 1992                | 1994                                     | 1996                                     | 1998                                     | 2000                                     | 2002                                     | 2004                                     | 2005                                     |
| Alemania              | 11º                 | 11º                 | 11º                 |                     | 10º                 | 11º                 |                     |                     |                     | 10º                 | 10º                 | 8º                  | 12º                 | 10º                 |                     |                                          | 8º                                       |                                          | 7º                                       |                                          | 12º                                      | 9º                                       |
| Alemania Democrática† | 9º                  |                     |                     |                     |                     |                     |                     |                     |                     |                     |                     |                     |                     |                     | Extinta             | Extinta                                  | Extinta                                  | Extinta                                  | Extinta                                  | Extinta                                  | Extinta                                  | Extinta                                  |
| Austria               |                     |                     |                     |                     |                     | 12º                 |                     |                     |                     |                     |                     |                     |                     |                     |                     |                                          |                                          |                                          |                                          |                                          |                                          |                                          |
| Bélgica               |                     | 12º                 |                     | 9º                  | 12º                 |                     |                     | 12º                 |                     | 12º                 |                     |                     | 7º                  |                     |                     | 11º                                      |                                          |                                          |                                          |                                          |                                          | 11º                                      |
| Bielorrusia           | ver Unión Soviética | ver Unión Soviética | ver Unión Soviética | ver Unión Soviética | ver Unión Soviética | ver Unión Soviética | ver Unión Soviética | ver Unión Soviética | ver Unión Soviética | ver Unión Soviética | ver Unión Soviética | ver Unión Soviética | ver Unión Soviética | ver Unión Soviética | ver Unión Soviética |                                          |                                          |                                          |                                          |                                          | 10º                                      |                                          |
| Bosnia y Herzegovina  | ver Yugoslavia      | ver Yugoslavia      | ver Yugoslavia      | ver Yugoslavia      | ver Yugoslavia      | ver Yugoslavia      | ver Yugoslavia      | ver Yugoslavia      | ver Yugoslavia      | ver Yugoslavia      | ver Yugoslavia      | ver Yugoslavia      | ver Yugoslavia      | ver Yugoslavia      | ver Yugoslavia      |                                          |                                          |                                          |                                          |                                          |                                          |                                          |
| Bulgaria              | 5º                  | 4º                  | 2º                  | 3º                  | 4º                  | 4º                  | 9º                  | 8º                  | 3º                  | 5º                  | 6º                  |                     | 4º                  | 8º                  | 2º                  | 8º                                       |                                          | 11º                                      | 11º                                      |                                          | 8º                                       | 12º                                      |
| Checoslovaquia†       | 3º                  | 2º                  | 7º                  | 2º                  |                     | 1º                  | 3º                  | 3º                  | 5º                  | 1º                  | 3º                  | 11º                 | 2º                  | 4º                  | 6º                  | Dividida en República Checa y Eslovaquia | Dividida en República Checa y Eslovaquia | Dividida en República Checa y Eslovaquia | Dividida en República Checa y Eslovaquia | Dividida en República Checa y Eslovaquia | Dividida en República Checa y Eslovaquia | Dividida en República Checa y Eslovaquia |
| Croacia               | ver Yugoslavia      | ver Yugoslavia      | ver Yugoslavia      | ver Yugoslavia      | ver Yugoslavia      | ver Yugoslavia      | ver Yugoslavia      | ver Yugoslavia      | ver Yugoslavia      | ver Yugoslavia      | ver Yugoslavia      | ver Yugoslavia      | ver Yugoslavia      | ver Yugoslavia      | ver Yugoslavia      |                                          |                                          | 8º                                       |                                          | 8º                                       |                                          | 15º                                      |
| Escocia               |                     |                     |                     | 11º                 |                     |                     |                     |                     |                     |                     |                     |                     |                     |                     |                     |                                          |                                          |                                          |                                          |                                          |                                          |                                          |
| Eslovaquia            | ver Checoslovaquia  | ver Checoslovaquia  | ver Checoslovaquia  | ver Checoslovaquia  | ver Checoslovaquia  | ver Checoslovaquia  | ver Checoslovaquia  | ver Checoslovaquia  | ver Checoslovaquia  | ver Checoslovaquia  | ver Checoslovaquia  | ver Checoslovaquia  | ver Checoslovaquia  | ver Checoslovaquia  | ver Checoslovaquia  | 6º                                       | 2º                                       | 2º                                       | 12º                                      | 4º                                       | 11º                                      | 8º                                       |
| Eslovenia             | ver Yugoslavia      | ver Yugoslavia      | ver Yugoslavia      | ver Yugoslavia      | ver Yugoslavia      | ver Yugoslavia      | ver Yugoslavia      | ver Yugoslavia      | ver Yugoslavia      | ver Yugoslavia      | ver Yugoslavia      | ver Yugoslavia      | ver Yugoslavia      | ver Yugoslavia      | ver Yugoslavia      |                                          |                                          |                                          |                                          | 10º                                      |                                          |                                          |
| España                |                     |                     |                     |                     | 8º                  | 6º                  | 11º                 |                     | 9º                  | 8º                  | 4º                  | 12º                 | 6º                  | 2º                  | 5º                  | 2º                                       | 4º                                       | 1º                                       | 6º                                       | 5º                                       | 2º                                       | 2º                                       |
| Estonia               | ver Unión Soviética | ver Unión Soviética | ver Unión Soviética | ver Unión Soviética | ver Unión Soviética | ver Unión Soviética | ver Unión Soviética | ver Unión Soviética | ver Unión Soviética | ver Unión Soviética | ver Unión Soviética | ver Unión Soviética | ver Unión Soviética | ver Unión Soviética | ver Unión Soviética |                                          |                                          |                                          |                                          |                                          |                                          |                                          |
| Finlandia             |                     |                     |                     |                     |                     |                     | 8º                  | 7º                  | 8º                  |                     |                     |                     |                     |                     |                     |                                          |                                          |                                          |                                          | 11º                                      |                                          |                                          |
| Francia               | 8º                  | 9º                  |                     | 11º                 | 10º                 | 10º                 | 10º                 | 2º                  | 7º                  | 11º                 | 6º                  | 9º                  | 7º                  | 4º                  |                     | 5º                                       | 7º                                       | 10º                                      | 5º                                       | 2º                                       | 5º                                       | 3º                                       |
| Grecia                |                     |                     |                     |                     |                     |                     |                     |                     |                     |                     |                     |                     |                     | 12º                 | 10º                 | 9º                                       | 5º                                       |                                          | 8º                                       | 7º                                       |                                          | 14º                                      |
| Hungría               | 6º                  | 6º                  | 5º                  | 7º                  | 6º                  | 5º                  | 5º                  | 2º                  | 4º                  | 6º                  | 8º                  | 9º                  | 11º                 | 9º                  | 7º                  | 3º                                       | 6º                                       |                                          |                                          |                                          | 3º                                       | 6º                                       |
| Inglaterra            |                     |                     |                     |                     |                     |                     |                     |                     |                     |                     |                     |                     |                     |                     |                     |                                          |                                          |                                          |                                          |                                          |                                          |                                          |
| Irlanda               |                     |                     |                     |                     |                     |                     |                     |                     |                     |                     |                     |                     |                     |                     |                     |                                          |                                          |                                          |                                          |                                          |                                          |                                          |
| Israel                |                     | 10º                 | 8º                  | 8º                  | 9º                  | 9º                  | 12º                 |                     |                     |                     |                     |                     | 10º                 |                     |                     |                                          |                                          |                                          |                                          |                                          | 9º                                       |                                          |
| Italia                | 10º                 | 7º                  | 6º                  | 4º                  | 3º                  | 8º                  | 7º                  | 5º                  | 7º                  | 3º                  | 5º                  | 3º                  | 5º                  | 6º                  | 9º                  | 1º                                       | 11º                                      | 7º                                       |                                          | 9º                                       |                                          | 16º                                      |
| Letonia               | ver Unión Soviética | ver Unión Soviética | ver Unión Soviética | ver Unión Soviética | ver Unión Soviética | ver Unión Soviética | ver Unión Soviética | ver Unión Soviética | ver Unión Soviética | ver Unión Soviética | ver Unión Soviética | ver Unión Soviética | ver Unión Soviética | ver Unión Soviética | ver Unión Soviética |                                          |                                          | 12º                                      | 10º                                      |                                          |                                          |                                          |
| Lituania              | ver Unión Soviética | ver Unión Soviética | ver Unión Soviética | ver Unión Soviética | ver Unión Soviética | ver Unión Soviética | ver Unión Soviética | ver Unión Soviética | ver Unión Soviética | ver Unión Soviética | ver Unión Soviética | ver Unión Soviética | ver Unión Soviética | ver Unión Soviética | ver Unión Soviética |                                          | 10º                                      |                                          | 4º                                       |                                          |                                          | 7º                                       |
| Luxemburgo            |                     |                     |                     |                     |                     |                     |                     |                     |                     |                     |                     |                     |                     |                     |                     |                                          |                                          |                                          |                                          |                                          |                                          |                                          |
| Montenegro            | ver Yugoslavia      | ver Yugoslavia      | ver Yugoslavia      | ver Yugoslavia      | ver Yugoslavia      | ver Yugoslavia      | ver Yugoslavia      | ver Yugoslavia      | ver Yugoslavia      | ver Yugoslavia      | ver Yugoslavia      | ver Yugoslavia      | ver Yugoslavia      | ver Yugoslavia      | ver Yugoslavia      | ver Serbia y Montenegro                  | ver Serbia y Montenegro                  | ver Serbia y Montenegro                  | ver Serbia y Montenegro                  | ver Serbia y Montenegro                  | ver Serbia y Montenegro                  | ver Serbia y Montenegro                  |
| Países Bajos          |                     |                     | 10º                 | 10º                 | 7º                  |                     |                     | 11º                 | 12º                 |                     | 9º                  | 7º                  |                     |                     |                     |                                          |                                          |                                          |                                          |                                          |                                          |                                          |
| Polonia               | 4º                  | 5º                  | 4º                  | 6º                  | 5º                  | 2º                  | 2º                  | 9º                  | 11º                 | 11º                 | 12º                 | 4º                  | 8º                  | 11º                 | 3º                  | 12º                                      |                                          | 6º                                       | 3º                                       | 6º                                       |                                          | 13º                                      |
| Portugal              |                     |                     |                     |                     |                     |                     |                     |                     |                     |                     |                     |                     |                     |                     |                     |                                          |                                          |                                          |                                          |                                          |                                          |                                          |
| República Checa       | ver Checoslovaquia  | ver Checoslovaquia  | ver Checoslovaquia  | ver Checoslovaquia  | ver Checoslovaquia  | ver Checoslovaquia  | ver Checoslovaquia  | ver Checoslovaquia  | ver Checoslovaquia  | ver Checoslovaquia  | ver Checoslovaquia  | ver Checoslovaquia  | ver Checoslovaquia  | ver Checoslovaquia  | ver Checoslovaquia  | 10º                                      | 3º                                       | 4º                                       | 2º                                       | 3º                                       |                                          | 4º                                       |
| Rumania               | 7º                  | 8º                  | 9º                  |                     |                     |                     | 6º                  | 6º                  |                     |                     |                     | 5º                  |                     | 3º                  | 8º                  | 7º                                       |                                          |                                          |                                          | 12º                                      |                                          |                                          |
| Rusia                 | ver Unión Soviética | ver Unión Soviética | ver Unión Soviética | ver Unión Soviética | ver Unión Soviética | ver Unión Soviética | ver Unión Soviética | ver Unión Soviética | ver Unión Soviética | ver Unión Soviética | ver Unión Soviética | ver Unión Soviética | ver Unión Soviética | ver Unión Soviética | ver Unión Soviética | 4º                                       | 1º                                       | 3º                                       | 1º                                       | 1º                                       | 1º                                       | 5º                                       |
| Serbia                | ver Yugoslavia      | ver Yugoslavia      | ver Yugoslavia      | ver Yugoslavia      | ver Yugoslavia      | ver Yugoslavia      | ver Yugoslavia      | ver Yugoslavia      | ver Yugoslavia      | ver Yugoslavia      | ver Yugoslavia      | ver Yugoslavia      | ver Yugoslavia      | ver Yugoslavia      | ver Yugoslavia      | ver Serbia y Montenegro                  | ver Serbia y Montenegro                  | ver Serbia y Montenegro                  | ver Serbia y Montenegro                  | ver Serbia y Montenegro                  | ver Serbia y Montenegro                  | ver Serbia y Montenegro                  |
| Serbia y Montenegro   | ver Yugoslavia      | ver Yugoslavia      | ver Yugoslavia      | ver Yugoslavia      | ver Yugoslavia      | ver Yugoslavia      | ver Yugoslavia      | ver Yugoslavia      | ver Yugoslavia      | ver Yugoslavia      | ver Yugoslavia      | ver Yugoslavia      | ver Yugoslavia      | ver Yugoslavia      | ver Yugoslavia      |                                          | 9º                                       | 5º                                       | 9º                                       |                                          | 4º                                       | 1º                                       |
| Suecia                |                     |                     |                     |                     |                     |                     |                     |                     | 10º                 | 9º                  | 7º                  | 10º                 |                     | 5º                  | 11º                 |                                          |                                          |                                          |                                          |                                          |                                          |                                          |
| Suiza                 |                     |                     |                     | 12º                 |                     |                     |                     |                     |                     |                     |                     |                     |                     |                     |                     |                                          |                                          |                                          |                                          |                                          |                                          |                                          |
| Turquía               |                     |                     |                     |                     |                     |                     |                     |                     |                     |                     |                     |                     |                     |                     |                     |                                          |                                          | 9º                                       |                                          |                                          | 6º                                       | 10º                                      |
| Ucrania               | ver Unión Soviética | ver Unión Soviética | ver Unión Soviética | ver Unión Soviética | ver Unión Soviética | ver Unión Soviética | ver Unión Soviética | ver Unión Soviética | ver Unión Soviética | ver Unión Soviética | ver Unión Soviética | ver Unión Soviética | ver Unión Soviética | ver Unión Soviética | ver Unión Soviética |                                          | 12º                                      |                                          |                                          |                                          | 7º                                       |                                          |
| Unión Soviética†      | 1º                  | 1º                  | 1º                  | 1º                  | 1º                  | 3º                  | 1º                  | 1º                  | 1º                  | 2º                  | 2º                  | 1º                  | 1º                  | 1º                  | 1º                  | Extinta                                  | Extinta                                  | Extinta                                  | Extinta                                  | Extinta                                  | Extinta                                  | Extinta                                  |
| Yugoslavia†           | 2º                  | 3º                  | 3º                  | 5º                  | 2º                  | 7º                  | 4º                  | 4º                  | 6º                  | 4º                  | 1º                  | 2º                  | 3º                  | Extinta             | Extinta             | Extinta                                  | Extinta                                  | Extinta                                  | Extinta                                  | Extinta                                  | Extinta                                  | Extinta                                  |
| Equipo                | 1965                | 1967                | 1969                | 1971                | 1973                | 1975                | 1977                | 1979                | 1981                | 1983                | 1984                | 1986                | 1988                | 1990                | 1992                | 1994                                     | 1996                                     | 1998                                     | 2000                                     | 2002                                     | 2004                                     | 2005                                     |

| Equipo                | 2006                                     | 2007                                     | 2008                                     | 2009                                     | 2010                                     | 2011                                     | 2012                                     | 2013                                     | 2014                                     | 2015                                     | 2016                                     | 2017                                     | 2018                                     | 2019                                     | 2022                                     | 2023                                     | 2024                                     | 2025                                     | 2026                                     | Total |
| Alemania              | 12º                                      | 15º                                      |                                          |                                          |                                          |                                          |                                          |                                          |                                          |                                          |                                          |                                          | 1º                                       | 6º                                       | 4º                                       | 11º                                      | 15º                                      |                                          | Q                                        | 22    |
| Alemania Democrática† | Extinta                                  | Extinta                                  | Extinta                                  | Extinta                                  | Extinta                                  | Extinta                                  | Extinta                                  | Extinta                                  | Extinta                                  | Extinta                                  | Extinta                                  | Extinta                                  | Extinta                                  | Extinta                                  | Extinta                                  | Extinta                                  | Extinta                                  | Extinta                                  | Extinta                                  | 1     |
| Austria               |                                          |                                          |                                          |                                          |                                          |                                          |                                          |                                          |                                          |                                          |                                          |                                          |                                          |                                          |                                          |                                          |                                          |                                          |                                          | 1     |
| Bélgica               | 15º                                      |                                          |                                          | 11º                                      | 13º                                      | 1º                                       | 15º                                      |                                          | 5º                                       | 7º                                       | 6º                                       | 1º                                       | 5º                                       | 12º                                      | 12º                                      | 9º                                       | 7º                                       | 4º                                       | Q                                        | 24    |
| Bielorrusia           | 9º                                       | 14º                                      | 13º                                      | 15º                                      |                                          |                                          |                                          | 15º                                      |                                          |                                          |                                          |                                          |                                          | 9º                                       | X                                        | X                                        | X                                        | X                                        | X                                        | 7     |
| Bosnia y Herzegovina  |                                          |                                          |                                          |                                          |                                          |                                          |                                          |                                          |                                          |                                          |                                          | 12º                                      | 13º                                      | 14º                                      | 16º                                      |                                          |                                          |                                          |                                          | 4     |
| Bulgaria              | 8º                                       | 13º                                      | 12º                                      | 16º                                      |                                          |                                          |                                          |                                          |                                          |                                          |                                          |                                          |                                          |                                          |                                          |                                          |                                          |                                          |                                          | 23    |
| Checoslovaquia†       | Dividida en República Checa y Eslovaquia | Dividida en República Checa y Eslovaquia | Dividida en República Checa y Eslovaquia | Dividida en República Checa y Eslovaquia | Dividida en República Checa y Eslovaquia | Dividida en República Checa y Eslovaquia | Dividida en República Checa y Eslovaquia | Dividida en República Checa y Eslovaquia | Dividida en República Checa y Eslovaquia | Dividida en República Checa y Eslovaquia | Dividida en República Checa y Eslovaquia | Dividida en República Checa y Eslovaquia | Dividida en República Checa y Eslovaquia | Dividida en República Checa y Eslovaquia | Dividida en República Checa y Eslovaquia | Dividida en República Checa y Eslovaquia | Dividida en República Checa y Eslovaquia | Dividida en República Checa y Eslovaquia | Dividida en República Checa y Eslovaquia | 14    |
| Croacia               |                                          |                                          | 16º                                      |                                          |                                          |                                          | 7º                                       | 13º                                      | 8º                                       | 9º                                       | 12º                                      | 9º                                       | 9º                                       | 15º                                      |                                          |                                          | 14º                                      |                                          | Q                                        | 14    |
| Escocia               |                                          |                                          |                                          |                                          |                                          |                                          |                                          |                                          |                                          |                                          |                                          |                                          | ver Gran Bretaña                         | ver Gran Bretaña                         | ver Gran Bretaña                         | ver Gran Bretaña                         | ver Gran Bretaña                         | ver Gran Bretaña                         | ver Gran Bretaña                         | 1     |
| Eslovaquia            | 13º                                      | 9º                                       | 7º                                       | 14º                                      | 9º                                       | 14º                                      | 9º                                       | 14º                                      |                                          |                                          | 15º                                      |                                          |                                          |                                          |                                          |                                          |                                          |                                          |                                          | 16    |
| Eslovenia             |                                          |                                          |                                          |                                          | 4º                                       | 11º                                      | 12º                                      | 12º                                      | 10º                                      | 5º                                       | 10º                                      | 7º                                       | 16º                                      |                                          |                                          | 1º                                       | 13º                                      | 12º                                      | Q                                        | 14    |
| España                | 1º                                       | 2º                                       | 5º                                       | 1º                                       | 2º                                       | 3º                                       | 5º                                       | 1º                                       | 3º                                       | 1º                                       | 2º                                       | 6º                                       | 2º                                       | 5º                                       | 2º                                       | 3º                                       | 2º                                       | 1º                                       | Q                                        | 36    |
| Estonia               |                                          |                                          |                                          |                                          |                                          |                                          |                                          |                                          |                                          | 16º                                      |                                          |                                          |                                          |                                          |                                          |                                          |                                          |                                          |                                          | 1     |
| Finlandia             |                                          |                                          |                                          |                                          |                                          |                                          |                                          |                                          |                                          |                                          |                                          |                                          |                                          |                                          | 7º                                       | 10º                                      | 8º                                       | 2º                                       | Q                                        | 9     |
| Francia               | 6º                                       | 7º                                       | 4º                                       | 2º                                       | 3º                                       | 2º                                       | 1º                                       | 2º                                       | 2º                                       | 2º                                       | 1º                                       | 3º                                       | 7º                                       | 3º                                       | 3º                                       | 2º                                       | 1º                                       | 3º                                       | Q                                        | 39    |
| Grecia                | 16º                                      |                                          |                                          |                                          |                                          |                                          | 11º                                      | 10º                                      | 14º                                      |                                          |                                          | 16º                                      |                                          |                                          | 14º                                      |                                          |                                          | 14º                                      |                                          | 14    |
| Hungría               | 7º                                       | 16º                                      |                                          |                                          | 15º                                      |                                          |                                          |                                          |                                          | 13º                                      | 5º                                       | 5º                                       | 3º                                       | 2º                                       | 11º                                      | 5º                                       | 6º                                       | 9º                                       | Q                                        | 32    |
| Inglaterra            |                                          |                                          |                                          |                                          |                                          |                                          |                                          | 16º                                      |                                          |                                          |                                          |                                          |                                          | ver Gran Bretaña                         | ver Gran Bretaña                         | ver Gran Bretaña                         | ver Gran Bretaña                         | ver Gran Bretaña                         | ver Gran Bretaña                         | 1     |
| Irlanda               |                                          |                                          |                                          |                                          |                                          |                                          |                                          |                                          |                                          |                                          |                                          |                                          | 14º                                      |                                          |                                          |                                          |                                          |                                          |                                          | 1     |
| Israel                |                                          |                                          |                                          |                                          |                                          |                                          |                                          |                                          |                                          | 12º                                      | 14º                                      |                                          |                                          | 11º                                      | 13º                                      | 12º                                      | 4º                                       | 16º                                      |                                          | 15    |
| Italia                |                                          | 8º                                       | 14º                                      | 10º                                      | 1º                                       | 10º                                      | 8º                                       | 6º                                       | 7º                                       | 4º                                       | 7º                                       | 10º                                      | 10º                                      | 1º                                       | 5º                                       | 13º                                      | 9º                                       | 6º                                       | Q                                        | 38    |
| Letonia               |                                          |                                          |                                          | 7º                                       | 16º                                      |                                          |                                          |                                          |                                          |                                          | 4º                                       | 13º                                      | 4º                                       | 7º                                       | 9º                                       | 8º                                       | 10º                                      | 10º                                      | Q                                        | 13    |
| Lituania              | 5º                                       | 10º                                      | 1º                                       | 6º                                       | 6º                                       | 16º                                      |                                          |                                          | 13º                                      | 10º                                      | 9º                                       | 14º                                      |                                          | 13º                                      | 1º                                       | 16º                                      |                                          |                                          |                                          | 16    |
| Luxemburgo            |                                          |                                          |                                          |                                          |                                          |                                          |                                          |                                          |                                          |                                          |                                          |                                          |                                          |                                          |                                          |                                          | 16º                                      |                                          |                                          | 1     |
| Montenegro            |                                          |                                          |                                          |                                          |                                          |                                          |                                          |                                          |                                          |                                          |                                          |                                          |                                          |                                          |                                          |                                          |                                          | 8º                                       | Q                                        | 2     |
| Países Bajos          |                                          |                                          |                                          |                                          |                                          | 5º                                       | 4º                                       | 4º                                       | 6º                                       | 8º                                       | 16º                                      |                                          |                                          |                                          |                                          |                                          |                                          |                                          |                                          | 13    |
| Polonia               | 14º                                      | 4º                                       | 8º                                       | 12º                                      | 11º                                      | 6º                                       | 14º                                      |                                          | 12º                                      | 14º                                      |                                          |                                          | 11º                                      | 10º                                      | 8º                                       | 7º                                       | 11º                                      | 5º                                       | Q                                        | 36    |
| Portugal              |                                          |                                          |                                          |                                          |                                          |                                          |                                          | 9º                                       | 9º                                       | 15º                                      |                                          |                                          |                                          |                                          |                                          | 15º                                      | 5º                                       | 15º                                      |                                          | 6     |
| República Checa       | 4º                                       | 6º                                       | 3º                                       | 4º                                       | 14º                                      | 9º                                       | 13º                                      | 11º                                      | 11º                                      | 6º                                       | 13º                                      | 4º                                       | 6º                                       | 8º                                       | 6º                                       | 14º                                      |                                          | 11º                                      | Q                                        | 24    |
| Rumania               |                                          |                                          | 15º                                      |                                          |                                          | 12º                                      | 16º                                      |                                          |                                          |                                          |                                          |                                          |                                          |                                          |                                          |                                          |                                          |                                          |                                          | 13    |
| Rusia                 | 11º                                      | 3º                                       | 2º                                       | 9º                                       | 5º                                       | 13º                                      | 2º                                       | 5º                                       | 1º                                       | 3º                                       | 3º                                       | 11º                                      | 8º                                       | 4º                                       | X                                        | X                                        | X                                        | X                                        | X                                        | 21    |
| Serbia                |                                          | 1º                                       | 6º                                       | 5º                                       | 12º                                      | 8º                                       | 3º                                       | 3º                                       | 4º                                       | 11º                                      | 11º                                      | 2º                                       | 12º                                      | 16º                                      |                                          | 4º                                       | 3º                                       | 7º                                       | Q                                        | 17    |
| Serbia y Montenegro†  | 2º                                       | Extinta                                  | Extinta                                  | Extinta                                  | Extinta                                  | Extinta                                  | Extinta                                  | Extinta                                  | Extinta                                  | Extinta                                  | Extinta                                  | Extinta                                  | Extinta                                  | Extinta                                  | Extinta                                  | Extinta                                  | Extinta                                  | Extinta                                  | Extinta                                  | 6     |
| Suecia                | 3º                                       | 12º                                      | 10º                                      | 3º                                       | 8º                                       | 4º                                       | 10º                                      | 8º                                       | 16º                                      |                                          |                                          | 8º                                       | 15º                                      |                                          | 15º                                      |                                          |                                          |                                          | Q                                        | 19    |
| Suiza                 |                                          |                                          |                                          |                                          |                                          |                                          |                                          |                                          |                                          |                                          |                                          |                                          |                                          |                                          |                                          |                                          |                                          |                                          |                                          | 1     |
| Turquía               | 10º                                      | 11º                                      | 9º                                       | 13º                                      | 10º                                      | 7º                                       |                                          | 7º                                       | 15º                                      |                                          | 8º                                       | 15º                                      |                                          |                                          | 10º                                      | 6º                                       | 12º                                      | 13º                                      | Q                                        |       |
| Ucrania               |                                          | 5º                                       | 11º                                      | 8º                                       | 7º                                       | 15º                                      | 6º                                       |                                          |                                          |                                          |                                          |                                          |                                          |                                          |                                          |                                          |                                          |                                          |                                          | 18    |
| Unión Soviética†      | Extinta                                  | Extinta                                  | Extinta                                  | Extinta                                  | Extinta                                  | Extinta                                  | Extinta                                  | Extinta                                  | Extinta                                  | Extinta                                  | Extinta                                  | Extinta                                  | Extinta                                  | Extinta                                  | Extinta                                  | Extinta                                  | Extinta                                  | Extinta                                  | Extinta                                  | 15    |
| Yugoslavia†           | Extinta                                  | Extinta                                  | Extinta                                  | Extinta                                  | Extinta                                  | Extinta                                  | Extinta                                  | Extinta                                  | Extinta                                  | Extinta                                  | Extinta                                  | Extinta                                  | Extinta                                  | Extinta                                  | Extinta                                  | Extinta                                  | Extinta                                  | Extinta                                  | Extinta                                  | 13    |
| Equipo                | 2006                                     | 2007                                     | 2008                                     | 2009                                     | 2010                                     | 2011                                     | 2012                                     | 2013                                     | 2014                                     | 2015                                     | 2016                                     | 2017                                     | 2018                                     | 2019                                     | 2022                                     | 2023                                     | 2024                                     | 2025                                     | 2026                                     | Total |

Notas
1. ↑  Como CIS.